# Australargyria
Australargyria és un gènere monotípic d'arnes de la família Crambidae. Conté només una espècie, Australargyria fulvinotellus, que es troba a l'arxipèlag Louisiade.